# Тушево (Марий Эл)
Тушево (мар. Кавашты Шурмар) — деревня в Горномарийском районе Марий Эл Российской Федерации. Входит в состав Пайгусовского сельского поселения.
Численность населения — 57 чел. (2014 год).

## География
Располагается в 4 км от административного центра сельского поселения — села Пайгусово.

## История
Марийское название Кавашты Шурмар состоит из слов «кавашты» — овчина и «Шурмар» — сурские марийцы. По преданию, жители этой деревни переселились сюда из-за реки Сура.

## Население
| 2002 | 2010 | 2014 |
| ---- | ---- | ---- |
| 54   | ↗63  | ↘57  |